# Wladimir Michailowitsch Barnaschow
Wladimir Michailowitsch Barnaschow (russisch Владимир Михайлович Барнашов; * 26. Februar 1951 in Rjasany, Oblast Omsk, Russische SFSR, Sowjetunion) ist ein ehemaliger russischer Biathlet, der für die Sowjetunion startete.
Barnaschow war ab 1977 Mitglied der sowjetischen Biathlon-Mannschaft und gewann bei den Olympischen Winterspielen 1980 in Lake Placid mit der sowjetischen Staffel die Goldmedaille. Bronzemedaillen mit der sowjetischen Mannschaft erreichte er bei den Biathlon-Weltmeisterschaften der Jahre 1979, 1981 und 1982. Im Einzel war sein größter Erfolg der dritte Platz bei der Weltmeisterschaft 1978/1979 hinter Klaus Siebert und Frank Ullrich. Später wurde er Trainer der Nationalmannschaft, er übte das Amt von 1984 bis 1992 aus.